# Ezine
Ezine est une ville et un district de la province de Çanakkale dans la région de Marmara en Turquie.

## Géographie

### Villages
- Pınarbaşı (Ezine)